# Спанци (дем Суровичево)
 Тази статия е за леринското село.  За това в България вижте Спанци.  
Спанци (на гръцки: Φανός, Фан̀ос, до 1926 година Σπάντσα, Спанца или Σπάντσι, Спанци) е село в Република Гърция, в дем Суровичево (Аминдео), област Западна Македония.

## География
Селото е разположено на 32 километра югоизточно от град Лерин (Флорина), на 10 километра западно от град Суровичево (Аминдео) и на три километра от Екши Су в подножието на планината Вич.

## История

### Етимология
Името е по изчезналото лично име *Спан < спан „който много спи“. Сравними са местното име Спанча, горист хълм и пасище на З от Алистрат, Драмско, селищните имена Горно и Долно Спанчево, Санданско, Спанчов, Силистренско, Спанчово, Ругуновско, Спанчево, Кочанско, Спанците, Габровско, река Спанч, Кукушко.

### Праистория и Средновековие
На три километра югоизточно от днешното село Спанци в местността Ливада има останки от праисторическо селище от неолита и ранната каменномедна епоха. На хълм на половин километър източно от селото има друго праисторическо селище от каменномедната епоха. В местността Тумба ливада има останки от сграда от византийската епоха.

### В Османската империя
През османската епоха селото е заселено от българи, за което говори и българското му име Спанци. Но през XVIII век управителят на Янина Али паша заселва в Спанци и в съседното село Гулинци турци юруци. В края на XIX век Спанци е смесено турско-циганско мюсюлманско село. В „Етнография на вилаетите Адрианопол, Монастир и Салоника“, издадена в Константинопол в 1878 година и отразяваща статистиката на населението от 1873 година, Спанци (Spantzi) е посочено като село с 25 домакинства с 67 жители българи.
В 1889 година Стефан Веркович пише за Спанци:
| „ | Село Спанче с 50 мохамедански къщи, от които се взима данък от 7250 пиастри. Разположено е в равнината. Жителите му се занимават със земеделие. | “ |

Според Васил Кънчов („Македония. Етнография и статистика“) в Спанци в 1900 година живеят 120 турци и 60 цигани. Според Наум Темчев в 1903 година селото е турско.
На Етнографската карта на Битолския вилает на Картографския институт в София от 1901 година Спанци е смесено село българи, власи, албанци и турци в Леринската каза на Битолския санджак с 38 къщи.

### В Гърция
През Балканската война в селото влизат гръцки войски и след Междусъюзническата остава в Гърция. Боривое Милоевич пише в 1921 година („Южна Македония“), че Спанци има 2 къщи славяни християни и 25 къщи турци. След Гръцко-турската война при обмяната на населението между Турция и Гърция мюсюлманското население от Спанци и Гулинци се изселва и на негово място са заселени бежанци от Кавказ както и власи от Влашка Блаца (днес Власти). По-късно в селото се заселват и някои български семейства от околните села. В 1926 година селото е прекръстено на Фанос.
| Име             | Име      | Ново име    | Ново име   | Описание                                     |
| --------------- | -------- | ----------- | ---------- | -------------------------------------------- |
| Садло или Содло | Σόντλο   | Фанорема    | Φανόρεμα   | река в Радош на С от Спанци                  |
| Баири           | Μπταίρια | Херса       | Χέρσα      | местност в Радош на СЗ от Спанци             |
| Чешме           | Τσεσμέ   | Ксеропигадо | Ξεροπήγαδο | местност на ЮЗ от Спанци и на СИ от Любетино |

### Преброявания
- 1913 – 162 души
- 1920 – 142 души
- 1928 – 122 души
- 1940 – 165 души
- 1951 – 148 души
- 1961 – 166 души
- 1971 – 192 души
- 2001 – 137 души
- 2011 – 87 души

## Личности
Починали в Спанци
- Доне Липитков (1875 – 1905), български революционер
- Леко Миче, българин, православен, арестуван преди април 1904 година, обвинен в „укриване и водачество на българските комити, организирани с цел да го нарушат порядъка“,[12] осъден от Извънредния съд на 6 години каторга, лежал в Битолския затвор, амнистиран с общата амнистия от 12 април 1904 година[13]